# Kościół św. Michała w Oleśnie
Kościół św. Michała – rzymskokatolicki kościół filialny, położony przy ulicy Kościelnej 2 w Oleśnie (gmina Olesno). Kościół należy do Parafii Bożego Ciała w Oleśnie w dekanacie Olesno, diecezji opolskiej.
10 grudnia 1947 roku i ponownie 14 lutego 1978 roku pod numerami 34/49 oraz 159/78, świątynia została wpisana do rejestru zabytków Narodowego Instytutu Dziedzictwa.

## Historia kościoła

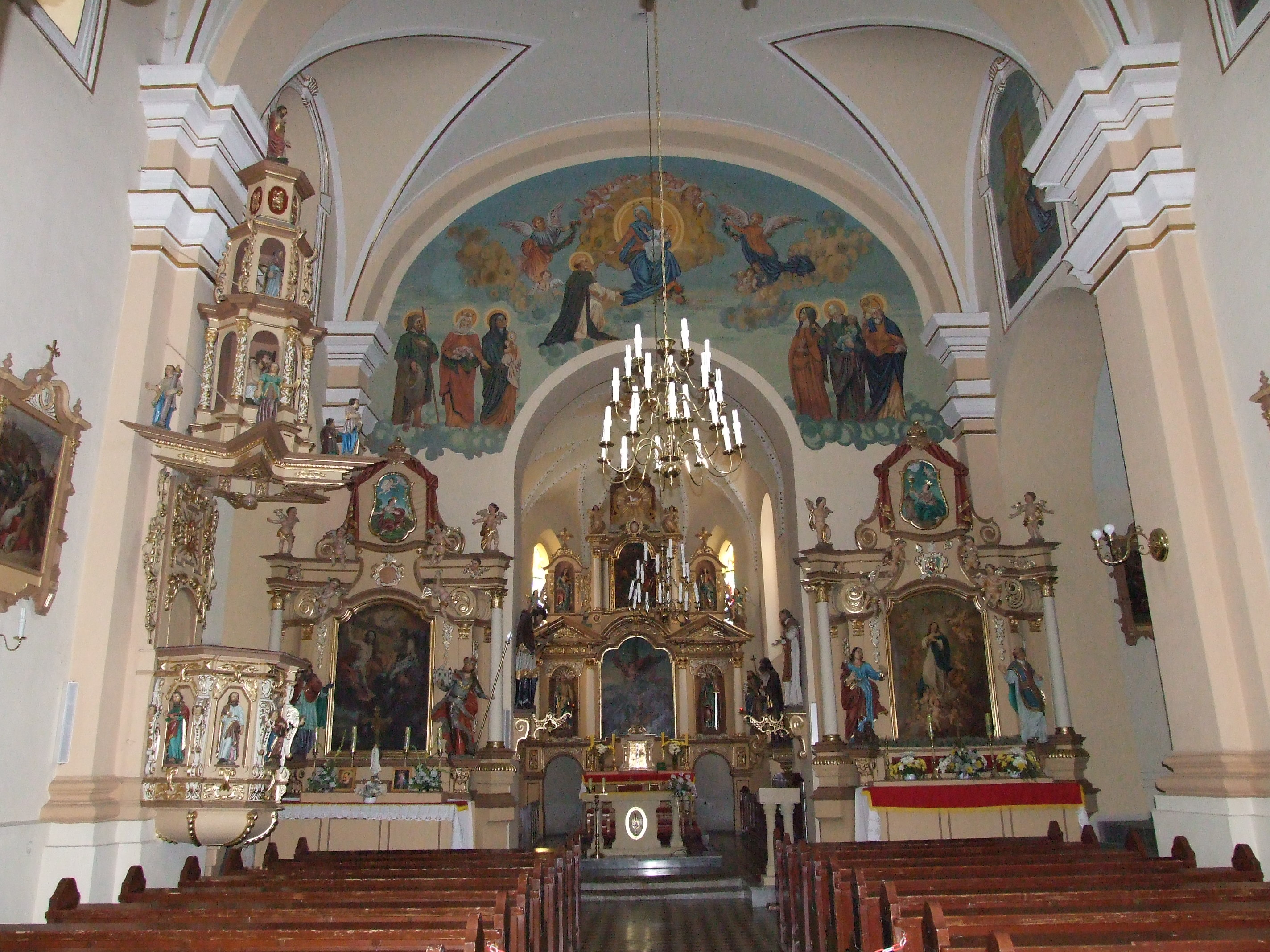
Wnętrze świątyni

Pierwsza wzmianka o kościele św. Michała w Oleśnie pochodzi z 1226 roku (jest to zatem najstarsza świątynia w mieście). W tym samym roku nastąpiła konsekracja i zarazem stał się on kościołem parafialnym. Prawdopodobnie była to budowla drewniana, zbudowana w miejscu, gdzie obecnie znajduje się murowany kościół. W 1353 roku przybywają do Olesna zakonnicy z zakonu Świętego Augustyna (OSA), którzy w 1374 roku otrzymują od Władysława II Opolczyka prawo patronatu nad parafią i kościołem oraz zezwolenie na budowę nowego, gotyckiego, murowanego kościoła, bowiem dotychczasowy był już za mały i nie mógł pomieścić wszystkich wiernych. W połowie XIV wieku kościół św. Michała w Oleśnie urósł do rangi archiprezbiteratu (dekanatu). W czasie pożaru Olesna, w 1395 roku kościół ufundowany przez Władysława II został częściowo spalony, jednak jeszcze w tym samym roku został odbudowany. W II połowie XV wieku w kościele zostały zainstalowane pierwsze organy.  25 kwietnia 1578 roku kolejny pożar całkowicie strawił budowlę. Świątynia została odbudowana już w połowie 1579 roku. Podczas wojny trzydziestoletniej w 1627 roku Olesno zostało splądrowane przez wojska generała Wallensteina (nie oszczędzono też wnętrza kościoła parafialnego). 18 maja 1642 roku wybuchł w Oleśnie kolejny pożar, który po raz kolejny doszczętnie zniszczył świątynię. Jego odbudowa trwała do 1658 roku. W tym czasie kościołem parafialnym był kościół św. Anny, a później Ciała Chrystusowego. Po pożarze w 1722 roku odbudowano kościół w dzisiejszym kształcie. Wzniesiono wówczas wieżę oraz zawieszono trzy  dzwony, które nosiły nazwy:
- "Święty Michał",
- "Maryja Panna",
- "Święty Augustyn".

Po stu latach wieża zaczęła jednak pękać, dlatego w 1822 roku rozebrano ją. Nową, obecną, postawiono w latach 1856–1857.
W latach 40. XIX wieku proboszczem parafii był Maciej Ludynia, który częściowo odnowił i pomalował kościół parafialny, poświęcił kamień węgielny pod nową wieżę oraz przeprowadził remont generalny ołtarza głównego. W latach 1896–1897 przeprowadzono renowację świątyni. W 1935 roku kościół św. Michała przestał pełnić funkcję kościoła parafialnego, ówczesny proboszcz Paweł Foik przeniósł bowiem siedzibę świątyni parafialnej do kościoła pod wezwaniem Ciała Chrystusowego. Podczas II wojny światowej (w 1942 roku), skonfiskowane zostały wszystkie dzwony w kościele. 12 maja 1947 rozpoczął się remont świątyni, który nadzorował pierwszy powojenny proboszcz Józef Niesłony. Ostateczną restaurację zakończono dopiero w 1954 roku. W 1968 roku kościół gruntownie odmalowano. Prace malarskie przeprowadziła firma Józefa Dragona z Olesna. W  latach 1997–2002 wymieniono dach, tynki zewnętrzne, pomalowano wnętrze, umieszczono nowe witraże w oknach. Od 2006 roku kościół upiększają  nowe, wykute w miedzi drzwi, a także nowy ołtarz z pięknym neogotyckim pacyfikałem z relikwiami Krzyża Świętego, św. Jakuba Większego, św. Karola Boromeusza i św. Jana Nepomucena.
Po wielu latach wrócił do kościoła św. Michała jeden ze skonfiskowanych w 1942 roku dzwonów - dzwon "Świętego Michała". Po zdemontowaniu go z wieży miał zostać przetopiony na cele zbrojeniowe. Trafił jednak na "cmentarzysko" pod Hamburgiem w Niemczech. W 1952 roku trafił do Pasawy w Bawarii. Tamtejsza kuria biskupia przekazała go do kościoła w Thalbergu, gdzie bił na wieży kościelnej blisko 60 lat. Pod koniec 2011 roku został on przywieziony do Olesna i w kwietniu 2013 roku zamontowano go w wieży macierzystego kościoła.

## Architektura i wnętrze kościoła
Kościół został wybudowany w stylu gotyckim, jednak wnętrze po ostatniej przebudowie z 1753 r. posiada dominujące cechy stylu barokowego. Jedynie w chórze zachowało się sklepienie beczkowe ze stiukami z połowy XVII w.
We wnętrzu świątyni na uwagę zasługują:
- ołtarz główny pochodzący z XVII wieku z obrazem św. Michała,
- dwa ołtarze boczne,
- barokowa ambona,
- barokowa chrzcielnica pochodząca z XVII wieku,
- rzeźba Chrystusa Ukrzyżowanego,
- obraz przedstawiający Złożenie do Grobu,

a także obraz Matki Boskiej z Dzieciątkiem.
W kościele znajduje się ponad 50 wyobrażeń aniołów, toteż kościół nazywany jest "Anielskim kościołem".